# VV Concordia Rotterdam
El VV Concordia Rotterdam (Voetbalvereniging Concordia Rotterdam) fou un antic club de futbol amateur neerlandès de Rotterdam, fundat l'11 d'agost de 1887.
El club va guanyar el primer campionat de futbol no oficial als Països Baixos, organitzat per la NVB, i va esdevenir així el primer campió nacional neerlandès el 1889.
El club es va fusionar el 12 de juny de 1891 amb el club de futbol de Rotterdam RC & FC Olympia per formar el Rotterdamsche Cricket & Voetbal Vereniging Rotterdam.

## Palmarès
- Lliga neerlandesa de futbol:[2]
  - 1888-89
- Copa neerlandesa de futbol:[3]
  - 1906